# Corentin Cariou (stanice metra v Paříži)
Corentin Cariou je nepřestupní stanice pařížského metra na lince 7 v 19. obvodu v Paříži. Nachází se pod Avenue Corentin Cariou u křižovatky s ulicí Rue Rouvert.

## Historie
Stanice byla otevřena 11. listopadu 1910 při zprovoznění prvního úseku linky mezi stanicemi Opéra a Porte de la Villette.

## Název
Stanice se otevírala pod názvem Pont de Flandre s odkazem na most přes Canal Saint-Denis, přes který vedla ulice Rue de Flander, hlavní ulice bývalého města La Villette, které bylo v roce 1860 připojeno k Paříži.
10. února 1946 byla stanice přejmenována na Corentin Cariou podle Avenue Corentin Cariou na počest bývalého radního z 19. arrondissementu jménem Corentin Cariou (1898–1942), který byl zastřelen nacisty během okupace.

## Vstupy
Stanice má dva vchody na Avenue Corentin Cariou.

## Zajímavosti v okolí
- Canal Saint-Denis